# Olbiogaster surinamensis
Olbiogaster surinamensis är en tvåvingeart som beskrevs av Lane och Andretta 1958. Olbiogaster surinamensis ingår i släktet Olbiogaster och familjen fönstermyggor.
Artens utbredningsområde är Surinam. Inga underarter finns listade i Catalogue of Life.